# Reazione via benzino

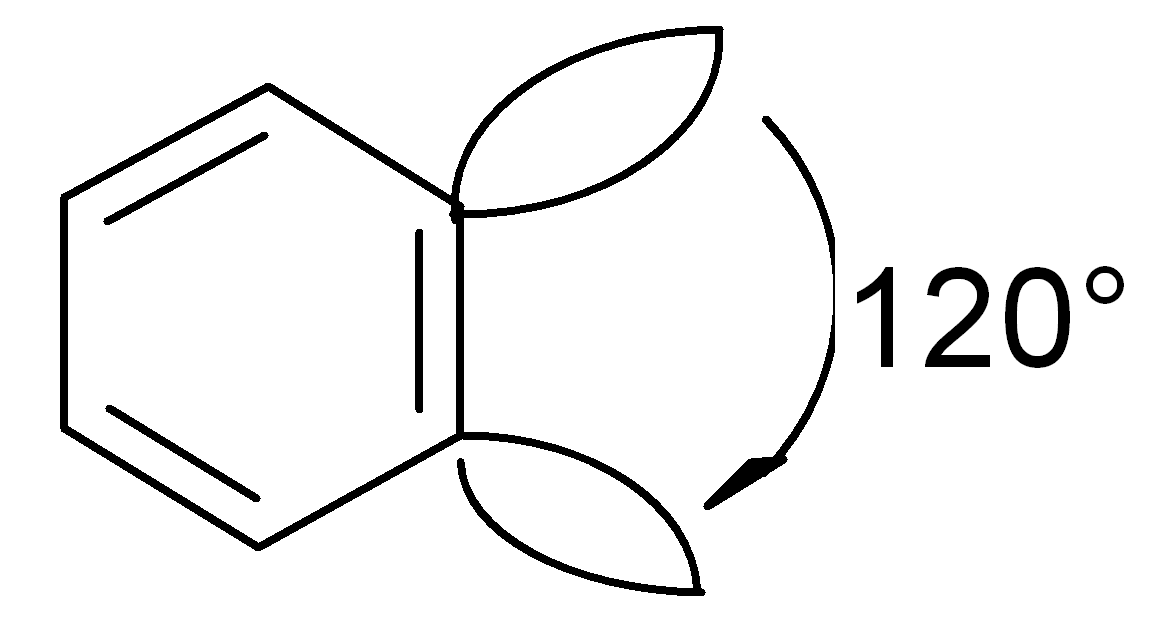
Benzino (intermedio della reazione): c'è un triplo legame, 1 legame σ, 1 legame π forte e 1 legame π molto debole poiché si ottiene per sovrapposizione laterale di due orbitali ibridi sp^{2} che si trovano a 60° fra loro

Il meccanismo di reazione via benzino, detto anche di eliminazione-addizione è un tipico meccanismo di reazione utilizzato in chimica organica per arrivare ad una sostituzione nucleofila aromatica anche nel caso in cui il composto aromatico contenga sostituenti nucleofili molto forti. La reazione prende il nome dall'intermedio che si forma.
Un esempio per spiegare il tipo di meccanismo è la preparazione dell'anilina dal bromobenzene.
Non si può operare con un nucleofilo tipo NH3 perché risulta troppo debole vista l'assenza di sostituenti attivanti (che avrebbero portato ad una classica reazione di SN2).
Si deve operare con un nucleofilo molto più forte: l'ammoniuro di sodio.
La reazione procede i due stadi:
1º Stadio
2º Stadio
Sono possibili entrambe le strade perché il benzino è molto reattivo e può reagire anche con l'ammoniaca che è il solvente di reazione. La maggior quantità di anilina si ottiene dalla reazione con ammoniaca poiché questa è presente in quantità elevata (nell'immagine è contenuto un errore nella reazione con ammoniaca, non abbiamo NH2+ legato alla parte aromatica, bensì NH3+)

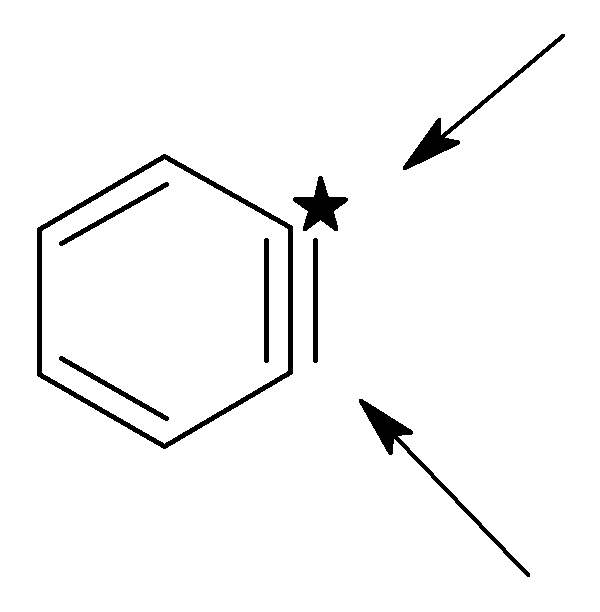
L'attacco sull'intemedio (Benzino) può avvenire su entrambi i carboni del triplo legame

Usando la marcatura isotopica (cioè sostituendo uno degli atomi di C con l'isotopo 14C) possiamo notare su quale atomo di carbonio avviene la sostituzione:
Non è inoltre possibile far avvenire la reazione se le posizioni orto- rispetto all'alogeno sono occupate da altri gruppi sostituenti.